# 아이소플라베인

아이소플라베인의 아이소플라반 골격

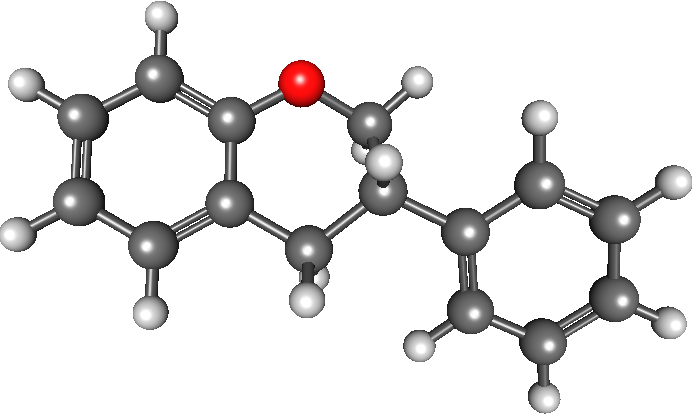
아이소플라베인의 아이소플라반 골격의 공-막대 모형

아이소플라베인(영어: isoflavane)은 아이소플라보노이드의 한 종류로 폴리페놀 화합물이다. 아이소플라베인은 3-페닐크로만(아이소플라반, CAS 등록번호: 4737-26-2, 분자식: C15H14O, 정확한 질량: 210.1044646 u) 골격을 가지고 있다.

## 예
- 에쿠올

## 공급원

론코카르푸스 락시플로루스(Lonchocarpus laxiflorus)는 론코카르페인과 락시플로레인의 두 가지 아이소플라베인을 포함하고 있다.

## 같이 보기
- 아이소플라보노이드